# Giovanni Carboni
Giovanni Carboni (ur. 31 sierpnia 1995 w Fano) – włoski kolarz szosowy.
Kilkukrotny uczestnik Giro d’Italia. W edycji z 2019, po udanej ucieczce na 6. etapie, który ukończył na 5. pozycji, awansował na 2. miejsce w klasyfikacji generalnej wyścigu, zostając liderem klasyfikacji młodzieżowej. Przez kolejne dwa etapy utrzymywał się na podium klasyfikacji generalnej, a koszulkę lidera klasyfikacji młodzieżowej stracił po jeździe indywidualnej na czas na 9. etapie.

## Osiągnięcia
Opracowano na podstawie:

2013
- 2. miejsce w mistrzostwach Włoch juniorów (jazda indywidualna na czas)

2015
- 1. miejsce w klasyfikacji młodzieżowej Sibiu Cycling Tour
- 2. miejsce w mistrzostwach Włoch U23 (jazda indywidualna na czas)

2016
- 2. miejsce w mistrzostwach Włoch U23 (jazda indywidualna na czas)

2017
- 1. miejsce na 1. etapie Giro della Valle d’Aosta

2022
- 1. miejsce na 3. etapie Adriatica Ionica Race

## Rankingi
| Rok             | 2015  | 2016 | 2017  | 2018 | 2019 | 2020  | 2021 | 2022  | 2023  | 2024 |
| --------------- | ----- | ---- | ----- | ---- | ---- | ----- | ---- | ----- | ----- | ---- |
| World Ranking   |       | 663. | 1351. | 699. | 684. | 1062. | 345. | 1455. | 1417. | 302. |
| UCI Europe Tour | 1121. | 409. | 934.  | 452. | 504. | 826.  | 291. | 991.  | -     | -    |
|                 |       |      |       |      |      |       |      |       |       |      |
| Źródło: UCI     |       |      |       |      |      |       |      |       |       |      |